# アイシン新和
アイシン新和株式会社（アイシンしんわ）は、富山県下新川郡入善町に所在するアイシン高丘の子会社である。
英文社名は、AISIN SINWA CO., LTD.

## 会社概要
出典→
- 設立 - 1964年11月8日
- 事業内容 - 自動車部品を主体とする鋳鉄の鋳造・機械加工製品の製造・販売
- 資本金 - 4億7,600万円
- 売上高	- 145億円（2022年3月末時点）
- 代表者	- 安藤英明（取締役社長）
- 従業員数 - 393名（男性333名、女性60名、2022年4月1日時点）

## 沿革
- 1964年
  - 9月30日 - 新和工業の誘致が決まり、契約書の調印が行われる[3]。
  - 11月8日 - 新和工業株式会社設立[2][1][4]。
- 1965年10月9日 - 工場の完工式[5]。
- 1977年5月 - 婦中工場完成[2]。
- 1986年9月1日 - 現社名に改称[6]。
- 1995年 - TPM優秀賞受賞[4]。
- 2003年 - ISO9001取得[4]。
- 2004年 - ISO14001取得[4]。

## 特記事項
当社の製品は国内新車販売台数の2台のうち1台に搭載されている。
富山県黒部市には、同社の旧社名である新和工業株式会社という社名の会社が存在するが、そちらは1986年9月10日に設立されたアイシン新和100%出資の子会社である。